# Katedra św. Teresy z Ávili w Bjelovarze
Katedra św. Teresy z Ávili w Bjelovarze (chor. Katedrala sv. Terezije Avilske u Bjelovaru) – główna świątynia rzymskokatolickiej diecezji bielowarsko-kriżewczyńskiej w Chorwacji. Znajduje się w centrum miasta przy Trgu Eugena Kvaternika. Katedrą stała się w 2009, do tej pory był to kościół parafialny.
Na zaproszenie administracji wojskowej w Bjelovarze w 1761 przybyli bracia Hubert i Ignacij Diviš, z pochodzenia Czesi, członkowie kościelnego zakonu pijarów celu, w celach wychowawczych dzieci i młodzieży. Znaleźli w Bjelovarze małą kaplicę, później zdecydowali się na budowę kościoła.
Cegły zostały położone 10 kwietnia 1765, a kamień węgielny poświęcony 12 maja tego samego roku. Kościół został poświęcony w 1770 roku, a pobłogosławiony 15 listopada 1772 w święto św. Teresy z Ávili. Zegar został zamontowany na wieży w 1774 roku. Biskup Zagrzebia Josip Galjuf konsekrował kościół 15 listopada 1775. W kościele zmieści się 1000 osób. Poniżej kościoła znajdują się podziemne krypty dla grobów, ale zostało w nich pochowanych bardzo niewielu ludzi.
Kościół nosi imię św. Teresy, hiszpańskiej świętej i doktora Kościoła. Była patronem austriackiej cesarzowej Marii Teresy, która założyła Bjelovar w 1756 roku.
Trzęsienie ziemi w 1880 roku uszkodziło kościół i plebanię. Kościół został odnowiony przez architekta Hermanna Bolle w latach 1888–1896. Kościół został całkowicie przebudowany od wewnątrz.
Kościół św. Teresy z Ávili był kościołem parafialnym dla całego miasta Bjelovar i okolic do 1980 roku, kiedy powołano nową parafię św. Antoniego z Padwy i św. Anny.
Jeden pocisk uderzył w kościół i zabił trzy kobiety 29 września 1991, podczas konfliktu zbrojnego w Bjelovarze między chorwackim wojskiem i Jugosłowiańska Armia Ludową. Komitet Poległych wzniósł tablicę pamiątkową na ścianie kancelarii parafialnej.
W dniu 5 grudnia 2009 papież Benedykt XVI ustanowił diecezję bjelovarsko-kriżewczyńską z pierwszym biskupem Vjekoslavem Huzjakiem i podniósł kościół do godności katedry.